# Harm Kamerlingh Onnes

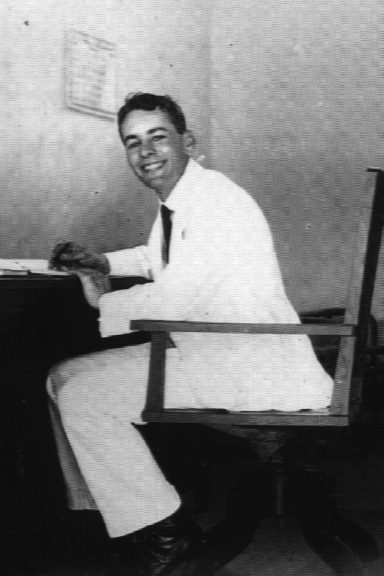
Harm Kamerlingh Onnes

Harm Kamerlingh Onnes (* 15. Februar 1893 in Zoeterwoude, Provinz Südholland, Königreich der Niederlande; † 20. Mai 1985 in Leiden, Niederlande) war ein niederländischer Künstler, der als Maler, Grafiker, Glaskünstler und Keramikkünstler bekannt wurde.

## Leben
Im Alter von 18 Jahren erlaubte ihm sein Vater Menso Kamerlingh Onnes, der Künstler war, die Laufbahn eines Künstlers einzuschlagen. In seinen frühen Jahren von 1915 bis 1925 wurden seine Arbeiten vom Modernisme beeinflusst. Bei seinen Bleiglasfenstern des Jahres 1918 im Ferienhaus de Vonk des Architekten Jacobus Johannes Pieter Oud in Noordwijkerhout verwendete er nur abstrakte Formen. In den Jahren 1922 und 1923 bereiste er die Republik China, Japan und Niederländisch-Indien.
Ansonsten arbeitete Onnes bis ins Alter traditionell und  gegenständlich. Bei einem Besuch im Pariser Atelier von Piet Mondrian äußerte er sich, dass die abstrakte Kunst nichts für ihn sei.
Bekannt sind Onnes Glasfenster in der Aula der Universität Leiden und seine Gemälde von Albert Einstein und Paul Ehrenfest sowie des Labors seines Onkels, des Nobelpreisträgers Heike Kamerlingh Onnes. Er fertigte einige Entwürfe für Glasfenster an, die die Arbeit von niederländischen Naturwissenschaftlern wie Pieter Zeeman und Hendrik Lorentz darstellen. Die Kindermarke der niederländischen Post von 1929 wurde von Onnes entworfen.
Onnes lebte und arbeitete in Leiden, wo auch sein Onkel, der Künstler Floris Vester tätig war.

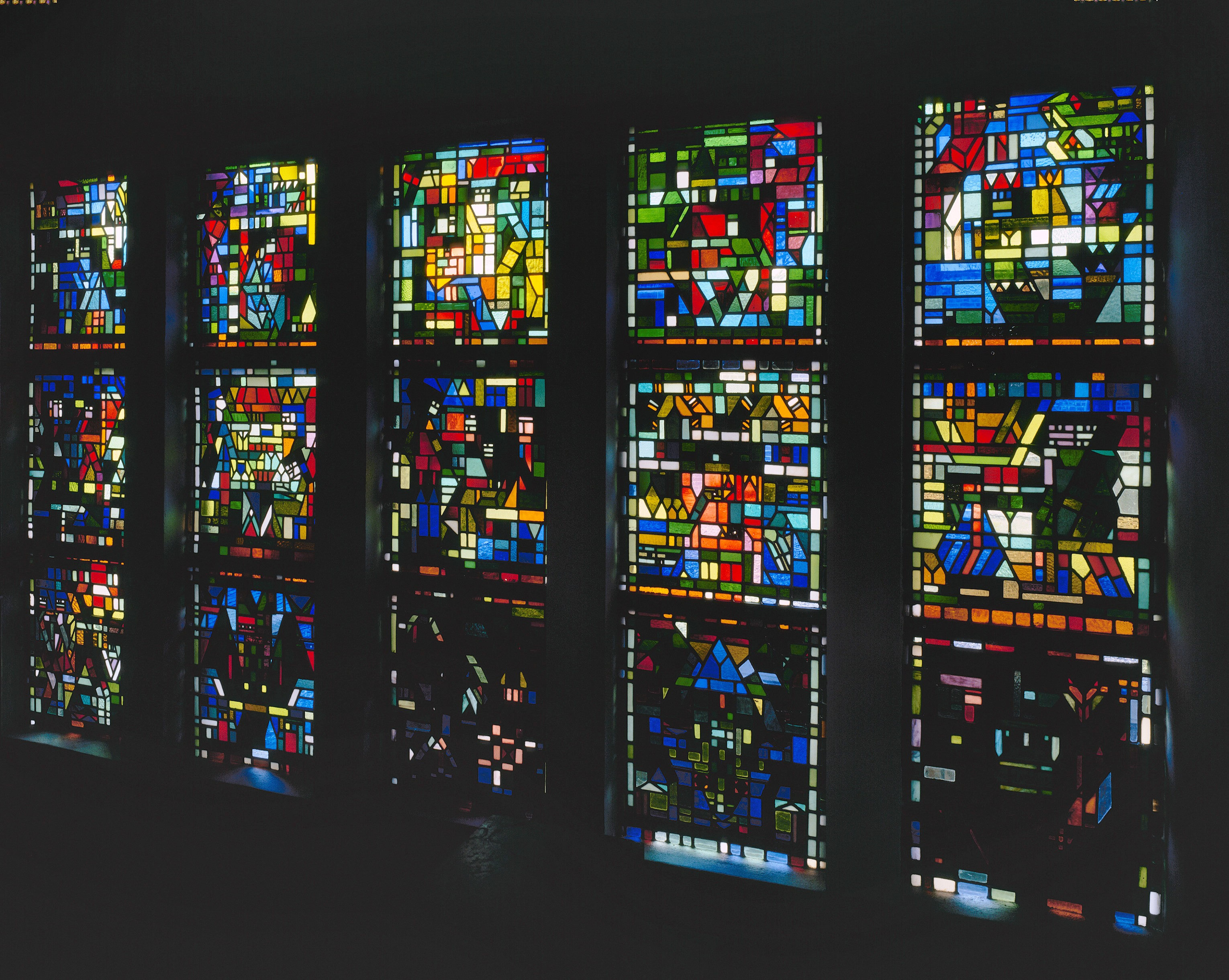
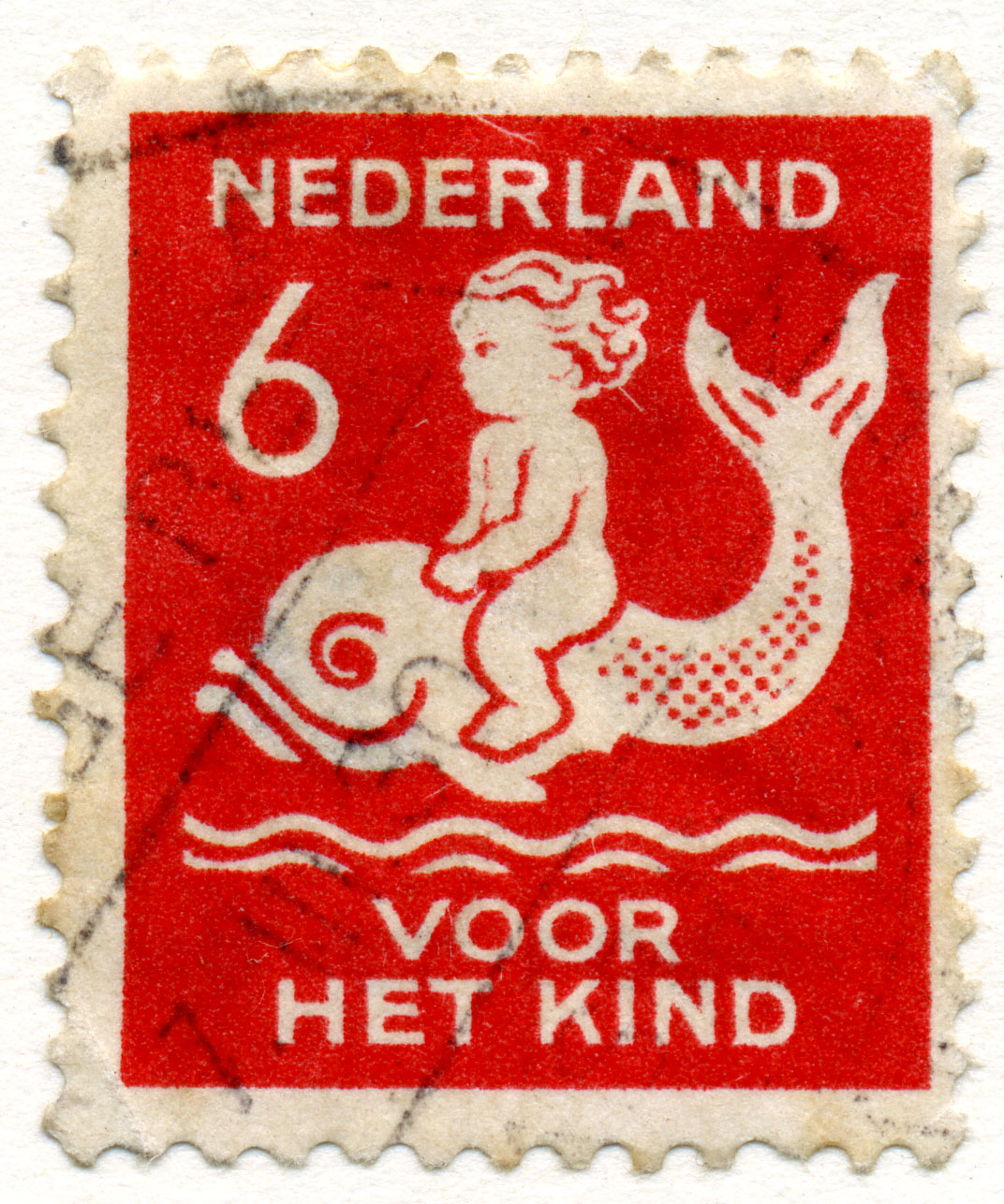